# Agostino Steuco
Agostino Steuco (em latim Agostinus Steuchus ou Eugubinus ) (1497/1498-1548) foi um humanista italiano, estudioso do Antigo Testamento. Nasceu em Gubbio na Úmbria . Ele discorreu sobre o tema da filosofia perene e cunhou o termo philosophia perennis.